# 靖海镇
靖海镇，是中华人民共和国广东省揭阳市惠来县下辖的一个行政建制镇。

## 行政区划
靖海镇下辖以下地区：
城东社区、城西社区、驿后村、西山村、义湖村、南外村、东光村、葛山村、月山村、西外村、大潭村、前吴村、北星村、后湖村、沫港村、厚山村、后池村、资深村、旧厝村、坂美村、西丰村、南山村和后王村。